# جوزه ویلکر
جوزه ویلکر (پرتغالی: José Wilker؛ ‏ ۲۰ اوت ۱۹۴۴ – ۵ آوریل ۲۰۱۴) یک هنرپیشه اهل برزیل بود. وی بین سال‌های ۱۹۶۵ تا ۲۰۱۴ میلادی فعالیت می‌کرد.
او در فیلم مرده در آب و روزهای بهتری در پیش است بازی کرده‌است.